# 우종옥
우종옥(禹鐘玉, 1937년 2월 10일 ~ )은 대한민국의 교육인이다.

## 학력
- 서울대학교 사범대학 지학과 졸업
- 서울대학교 대학원 천문기상학 석사
- 프랑스 엑스마르세이유대학교 대학원 천체물리학 박사

## 약력
- 한국교원대학교 제3대학장
- 한국교원대학교 과학교육연구소장
- 한국교원대학교 교수부장
- 한국교원대학교 총장

| 전임 신극범 | 제5대 한국교원대학교 총장 1996년 2월 16일 ~ 2000년 2월 15일 | 후임 정완호 |